# نامه‌های یک تازه‌کار
نامه‌های یک تازه‌کار (به ایتالیایی: Lettere di una novizia) یک فیلم درام ایتالیایی به کارگردانی آلبرتو لاتوادا محصول سال ۱۹۶۰ است. این فیلم کمابیش بر اساس رمانی با همین عنوان از گیدو پیوونه ساخته شده‌است.

## بازیگران
- پاسکال پتی
- ژان-پل بلموندو: جولیانو وردی
- ماسیمو جیروتی: دون پائولو کنتی
- هلا پتری: الیسا پاسی
- السا واتسولر: زایرا میشتی
- لی‌لا برینیونه
- امیلیو چیگولی[۱][۲][۳]